# Guerra del Gas (Bolivia)

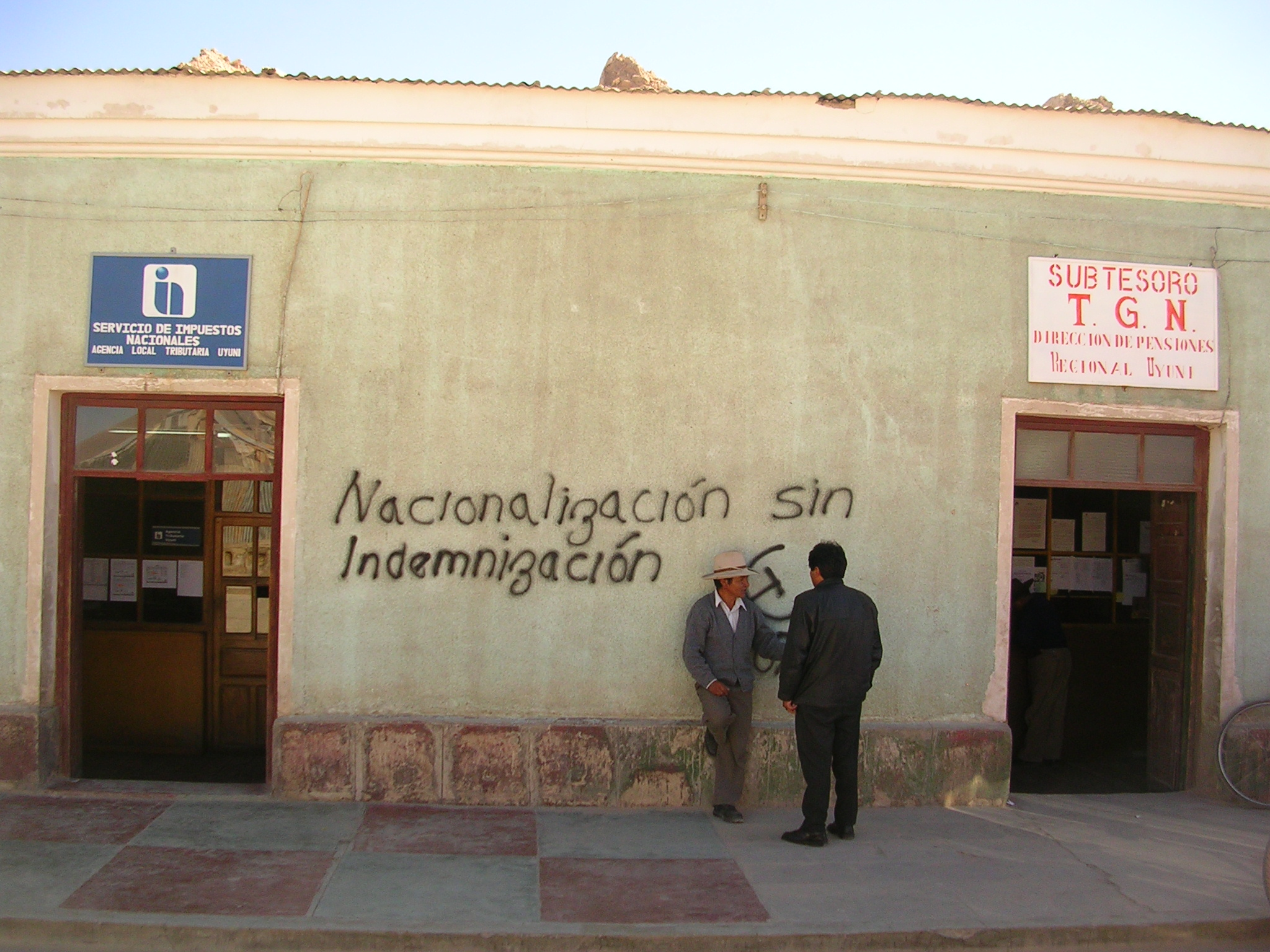
Pintada alusiva a la estatización del gas en una calle de Uyuni.

La guerra del Gas (conocido por algunos como golpe de Estado de octubre de 2003) es el nombre con el que se denomina al conflicto social ocurrido en Bolivia durante 2003, el conflicto se centró debido a la explotación de las reservas de gas natural que se descubrieron en el departamento de Tarija, a mediados de la década de 1990 y catalogadas conjuntamente como el segundo yacimiento más grande de Sudamérica.
El conflicto principal surge por la decisión de gobierno de Gonzalo Sánchez de Lozada y Carlos Mesa de exportar gas natural por Chile. Las principales demandas de la guerra del gas era a la no exportación del gas natural hasta que existiera una política para abastecer el mercado interno, de la misma manera por los precios bajos  a los que se pretendía exportar el gas, que eran menores de un dólar el millar de BTU. La segunda demanda era una Asamblea Constituyente, es decir, crear un nuevo pacto social hacia un nuevo Estado de consenso.

## Antecedentes

### Gobierno de Quiroga
El conflicto comenzó en el año 2002, cuando la administración de presidente Jorge Quiroga propuso construir un gasoducto a través del territorio boliviano y chileno, hasta el puerto de Mejillones en Chile, la ruta más directa al océano Pacífico. Sin embargo, el antagonismo hacia Chile es muy profundo en Bolivia debido a la pérdida de la salida al mar en la Guerra del Pacífico (1879 - 1884). Diversos sectores bolivianos comenzaron a vociferar y hacer campaña contra la opción del puerto chileno, exigiendo alternativas como la de un puerto peruano por donde transportar el gas, pero con la dificultad de la mayor lejanía. Según las estimaciones chilenas, la opción de Mejillones sería 600 millones de dólares más baratos. En Perú se señalaba una diferencia de no más de 300 millones. Algunas asociaciones políticas indígenas como Comité Clandestino Revolucionario Indígena - Movimiento Dignidad llamaba a la población indígena boliviana a "a los de siempre marginados por el sistema oligárquico"
Poco antes de las elecciones presidenciales en julio de 2002, el gobierno de Jorge Quiroga pospuso la ejecución del gasoducto dejando la ejecución en manos de su sucesor, alegando que no quería comprometer su posibilidad de ser elegido presidente en las hipotéticas elecciones de 2007, teniendo en cuenta la impopularidad de exportar el gas por el puerto chileno.

### Gobierno de Sánchez de Lozada y Carlos Mesa planes de exportación
Gonzalo Sánchez de Lozada, junto a su vicepresidente Carlos Mesa, que ganaron las elecciones presidenciales de 2002, indicaron su preferencia por la opción del puerto de Mejillones. Pero Sánchez de Lozada también evitó adoptar una declaración oficial de construir el gasoducto. Durante el año 2003, se reavivó un período de crisis social y política, derivado en protestas exigiendo la estatización de los hidrocarburos. Las protestas fueron dirigidas por los representantes del campesinado y minería de las diferentes regiones del país.
La Pacific LNG, la British Petroleum y Repsol YPF y Total S. A. habían pronosticado una inversión de tres mil millones de dólares en territorio chileno, el precio de venta del gas era menor al dólar por millar de BTU y las ganancias aproximadas eran de mil millones de dólares de los cuales el estado Boliviano solo recibía del 18% es decir 180 millones de dólares por año. 
Los planes, pasaban por exportar el gas por Chile, y vender a bajo costo gas a California y a México, ante una absoluta certeza Gonzalo Sánchez de Lozada ratifica su decisión públicamente y no pretendía ceder ante los reclamos de la oposición.

## Conflicto

### Plan República
"El Plan República", el cual fue elaborado por los departamentos de Inteligencia de las tres Fuerzas Armadas con meses de anticipación ante posibles movilizaciones sociales o de insurgencia armada, que no era necesariamente de conocimiento de la población civil, por su calificación de "Secreto de Estado", resultaron en la salida de los militares a las calles el 16 de septiembre de 2003
El 11 de septiembre de 2003, se da "alerta roja" poniendo en ejecución el "Plan República". Las tropas tomaron posiciones estratégicas ante los hechos que ocurrían en Warisata, Sorata y posteriormente en El Alto y en la ciudad de La Paz. El General Arnez, testimonia que los regimientos: Calama, Boquerón, Vidaurre, Ranger, Aroma, Independencia, se alojaron en el Regimiento Ingavi y en otras dependencias militares desde el 8 al 10 de octubre, en ejecución -se entiende-, "del Plan República".
Enfatiza que recibió órdenes de custodiar Senkata el 9 de octubre, a las 11 y que el 10 de octubre recibió órdenes de escoltar las cisternas desde Senkata, enviando varios vehículos blindados. Expresa que en fecha 11 de octubre arribó a El Alto y a la ciudad de La Paz el primer convoy transportando gas licuado (GLP) para consumo de la población, más un carro cisterna para eventualidades.

#### Warisata
Un poco antes de  que se emita el Decreto 27/09/03 que autorizaba la intervención de las Fuerzas Armadas,  el 2 de septiembre de 2003 los militares efectuaron maniobras en contra del pueblo de Warisata debido a los conflictos, bloqueos y enfrentamientos causados por los campesinos y comunarios del lugar, acción que dejó seis muertos, de los que cinco eran campesinos y un soldado. Ante ese resultado, los campesinos desafiaron al Gobierno siendo esto el principio de la insurrección en contra del gobierno de Gonzalo Sánchez de Lozada.

### El Alto
La ciudad de El Alto que había declarado un paro cívico el 9 de octubre . El día 13 de octubre, el gobierno decide llevar un convoy con gasolina y víveres para algunas familias de la ciudad de La Paz. En la zona de La Portada, militares con armas de guerra y grandes ametralladoras empiezan a disparar contra la población, armada de palos y piedras; los helicópteros empiezan a disparar contra los techos de las casas y crecen las constantes denuncias mediáticas de los asesores estadounidenses en Bolivia. 
En el conflicto muere un niño de cinco años que había salido al balcón de su casa y recibió un balazo de los militares parapetados en el puente de La Ceja de El Alto. Mueren alrededor de 65 personas y los dirigentes de las organizaciones y comunidades claman la renuncia de Sánchez de Lozada, ante eso se suman otras organizaciones como la Asamblea Permanente de Derechos Humanos, el Defensor del Pueblo, los residentes bolivianos en el exterior, etc., que buscaban la pacificación del país. Las marchas en contra de Sánchez de Lozada se extienden en todo el territorio nacional. Este episodio en el que el ejército disparó contra la población en El Alto es conocido como Masacre de Octubre

## Renuncia de Sánchez de Lozada

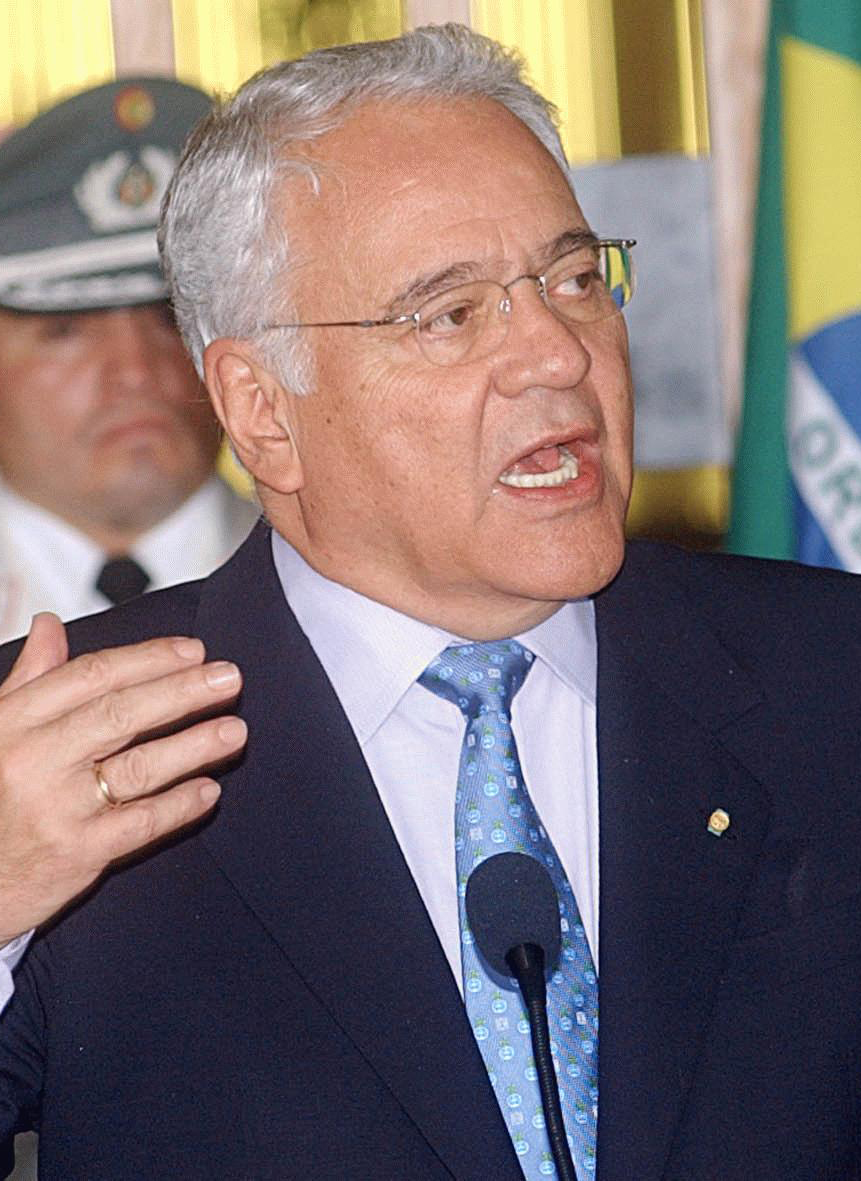
Gonzalo Sánchez de Lozada.

Ante el clima hostil y la decisión del presidente que había optado usar al ejército contra la población crecen las presiones de renuncia. El 17 de octubre Gonzalo Sánchez de Lozada decide huir del país dejando su renuncia en el congreso.

## Carlos Mesa
Tras la renuncia y huida de Sánchez de Lozada, asume la presidencia su vicepresidente Carlos Mesa quien emite el Decreto Supremo N.º 27237 que otorga amnistía a todos los actores de octubre de 2003. El Decreto es luego enmendado para especificar que la amnistía no se aplica a los exmiembros del Gobierno, sino sólo a los movimientos sociales involucrados.
En junio de 2005 el presidente Mesa propuso constituir una Asamblea Constituyente y convocar un Referéndum consultivo para dirimir el asunto del gas natural: una opción era permitir una mayor recaudación de impuesto y regalías por parte del Estado a las empresas transnacionales asentadas en el país. A esta posibilidad se oponían enérgicamente los empresarios, por considerarla demasiado gravosa. La otra opción era por la estatización completa, como exigían los sindicatos dirigidos por Jaime Solares,Evo Morales y Felipe Quispe.

## Estatización de la industria gasífera
Las elecciones fueron postergadas por la Corte Electoral, luego de un reclamo judicial por el reclamo de bancas por parte del departamento de Santa Cruz. Finalmente, la fecha para las elecciones generales bolivianas se fijó para el 18 de diciembre de 2005.
En el año 2005, Evo Morales gana las elecciones nacionales con un histórico 54%, (por primera vez un candidato en Bolivia obtiene la mayoría de los votos). Esto significaba que no eran necesarias las alianzas post-electorales. Dentro de las principales promesas del actual presidente estaban la estatización de los hidrocarburos y la Asamblea Constituyente. El primero de mayo del año 2006 los principales campos gasíferos de Bolivia amanecen militarizados con la orden de que a partir de ese día pasan a propiedad nacional, después de negociaciones con las Empresas Transnacionales (quienes nunca había ratificado sus contratos con el parlamento nacional) se firman nuevos contratos. A partir de la estatización se incrementan los ingresos por la explotación del gas; primeramente por la Ley aprobada después del referéndum del gas que establecía que un 50% debía pagarse en regalías para el Estado y un 18% por ciento en impuestos. El Estado pasa a ganar del 51% aprobado en el Referendo de 2004 en el gobierno de Carlos Mesa al 82% del negocio del gas. 
Finalmente el 1 de mayo de 2006, firmó un decreto que indicaba que todas las reservas del gas debían ser estatalizadas. El aviso fue realizado para coincidir con el día del trabajo, el 1 de mayo. Ordenando a los militares y a los ingenieros de YPFB que, durante la firma, ocuparan y aseguraran las instalaciones gasíferas. Morales dio a las compañías extranjeras un plazo de seis meses como “período de transición” para renegociar los contratos, o sino serían expulsadas del país. Sin embargo, el presidente Morales indicó que la estatización no tomaría la forma de expropiaciones o de incautaciones. El vicepresidente Álvaro García Linera dijo en la plaza principal de La Paz, que las ganancias por el gas del gobierno llegarían hasta los $780 millones el año siguiente, creciendo casi seis veces si se las compara con el año 2002, esto debido principalmente a que ahora Bolivia recibiría más del 82% de los ingresos por la explotación de hidrocarburos y 18% se llevarían Corporaciones extranjeras, adicionalmente el incremento del precio de los hidrocarburos se mostraba alentador. Entre las 53 instalaciones afectadas por la medida están Petrobras del Brasil, uno de los inversionistas más grandes de Bolivia, que controla el 14% de las reservas del gas en el país. El Ministro de energía de Brasil, Rondeau de Silas, reaccionó, considerando el movimiento como “antipático” y contrariamente al entendimiento histórico entre su país y Bolivia. Petrobras, Repsol YPF, PLC Británico del grupo del productor BG de gas y petróleo, Repsol y la francesa Total son las principales compañías del gas presentes en el país. Según Reuters, “el eco de las acciones de Bolivia, donde el presidente venezolano Hugo Chávez, aliado de Evo Morales, el quinto exportador más grande de petróleo del mundo con las migraciones forzadas y las alzas del impuesto retroactivo, hizo que los comandantes aceptaran gran parte de las condiciones del contrato.” YPFB pagaría a las compañías extranjeras sus servicios, ofreciendo cerca del 50% del valor de la producción, aunque el decreto indicó que las compañías en los campos de gas más grandes del país conseguirían apenas el 18%.
La negociación y aprobación de los contratos por el poder legislativo (las cuales se realizaban por primera vez; es decir que anteriormente ninguna empresa capitalizada en Bolivia cumplía con todas las formalidades de la ley), tropieza con una oposición que no estaba dispuesta a discutir la aprobación de los contratos que mediante la presión popular se logra constitucionalizar en contratos petroleros. 
Se estuvo negociando durante un período de 6 meses; dicha negociación había sido difícil, especialmente con la compañía brasileñá Petrobras. Petrobras rechazaba los aumentos o la reducción a un abastecedor de servicios. Como resultado Andrés Soliz Rada, el ministro de energía boliviano, atascado en las negociaciones, terminó dimitiendo en octubre y fue substituido por Carlos Villegas. “nos obligan vivir con el Brasil en una unión sin divorcio, porque ambos nos necesitamos”, dijo Evo Morales en la ceremonia de firma del contrato, lo cual subraya la dependencia mutua de Brasil y de Bolivia en la producción del gas boliviano.
La estatización no termina con las empresas productoras, hoy en día también se estatalizó Transredes, la transportadora del gas que se encargaba de mantener y construir los gaseoductos. La estatización de los hidrocarburos bolivianos coadyuva a la soberana decisión en la integración energética de la región sudamericana. Hasta el momento, los pactos realizados entre Argentina, Bolivia, Brasil, y Venezuela, demostraban un proceso de integración energética sudamericana. 
Las negociaciones entre el gobierno boliviano y las compañías extranjeras se intensificaron durante la semana previa al plazo que finalizaba el 28 de octubre de 2006. Un día antes se alcanzó un acuerdo con dos de las compañías (incluida Total) y el sábado antes del plazo con el resto de las diez compañías restantes (Petrobras y Repsol YPF, entre ellas) el funcionamiento en Bolivia también había surgido de un acuerdo. Los detalles completos de los nuevos contratos no se habían dado a conocer, pero el objetivo del gobierno de levantar los réditos de los dos campos principales del 60% al 82% parecía haber sido alcanzado. La parte del rédito para el gobierno en los campos de menor importancia se fijaba en 60%.